# Sanabor
Sanabor je naselje v Občini Vipava. Sanabor leži na nadmorski višini 333 m. Leži na stičišču med Trnovsko planoto in Nanosom. Ločuje ju hudournik Bejla. Je gručasta vas s štirimi zaselki: pri Medlišku, v Plavžu, v Malnu in pri Zavetnikih. Po legendi naj bi bilo tu nekoč jezero, na otoku sredi njega pa cerkev svetega Danijela. Je edina vas v Vipavski dolini, ki ima kozolce. Prebivalci Sanabora so se včasih ukvarjali predvsem s kmetijstvom(živinoreja, vinarstvo), oglarstvom, apneničarstvom, kovaštvom, gozdarstvom in čebelarstvom.

## Prebivalstvo
Etnična sestava 1991:
- Slovenci: 89 (100%)